# Płonia (Szczecin)

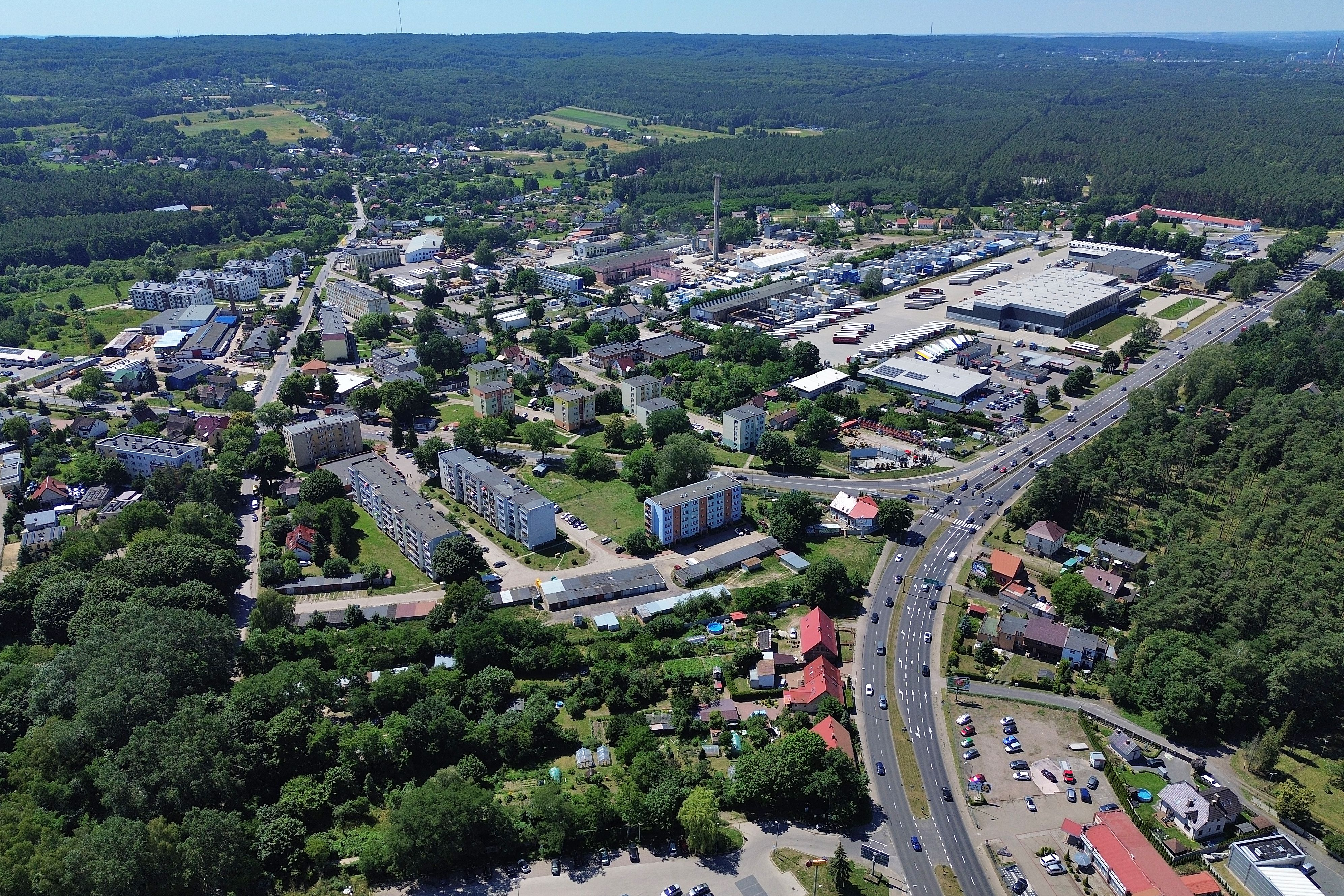
Płonia - widok od strony wschodniej na krzyżowanie ulic Szosa Stargardzka i Przyszłości

Płonia (do 1945 niem.: Buchholz) – dawna wioska, obecnie część Szczecina, położona na Prawobrzeżu, na osiedlu administracyjnym Płonia-Śmierdnica-Jezierzyce,

## Położenie i obszar

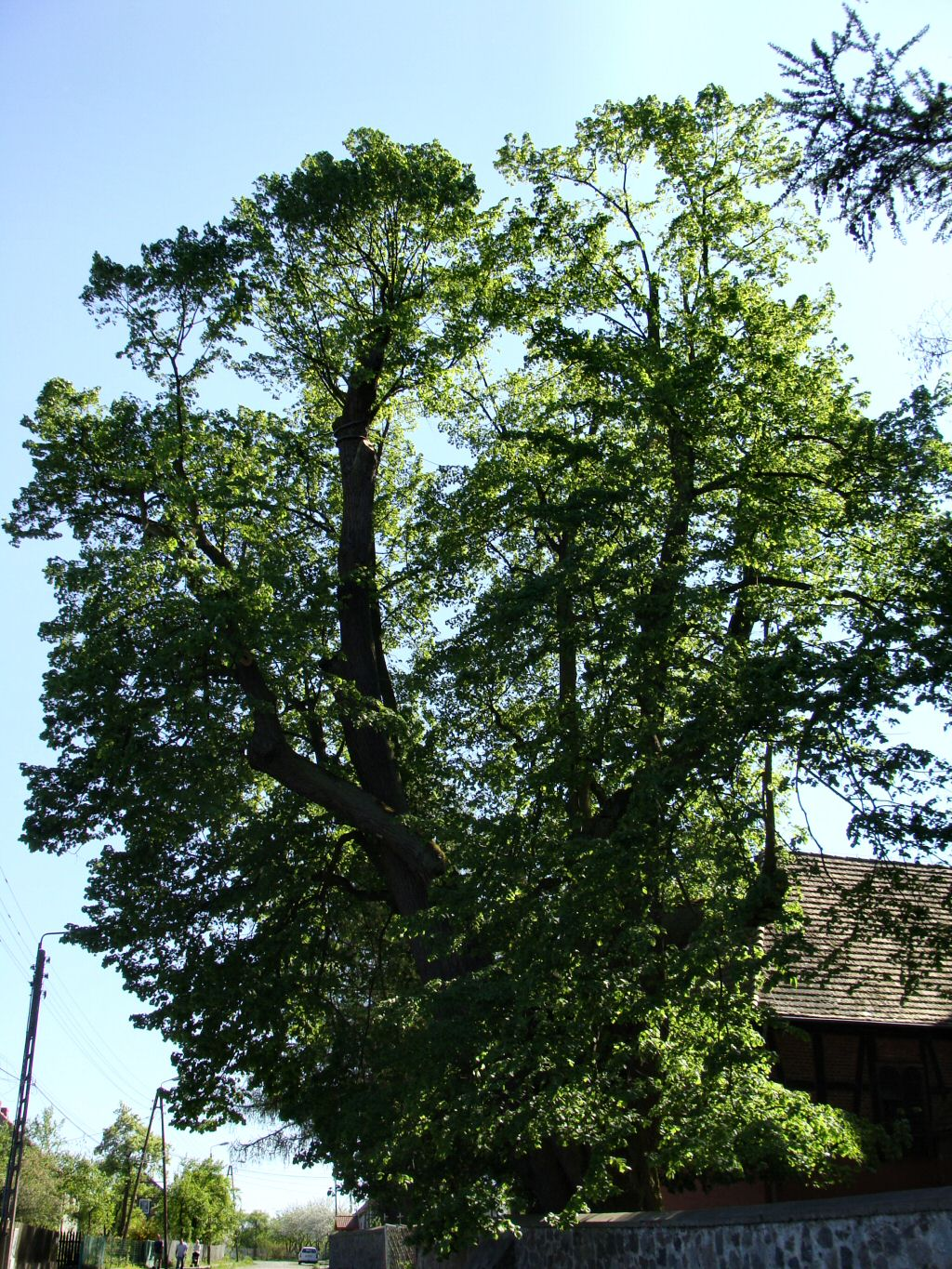
Lipa św. Ottona

Część miasta położona jest nad rzeką Płonią. Wraz z Jezierzycami, Śmierdnicą i pomniejszymi częściami miasta tworzy wspólną Radę Osiedla Płonia – Śmierdnica – Jezierzyce.
Główną arterią komunikacyjną Płoni jest obecnie ul. Przyszłości, a historyczne centrum wsi znajduje się przy ul. Klonowej.
Do Płoni zaliczane są też mniejsze osiedla: Struga i Oleszna, położone nad rzeką Płonią. Zachodnia część Płoni to fragment Puszczy Goleniowskiej i Bukowej. Po II wojnie światowej na terenie osiedla oddano do użytku duże zakłady przemysłowe: fabrykę kontenerów „Unikon”, zakład produkcji betonów „Gryfbet” (obecnie giełda samochodowa), kopalnię „Keramzyt” Szczecińskich Kopalni Surowców Mineralnych.
Przy ul. Klonowej znajduje się pomnik przyrody – Lipa szerokolistna św. Ottona o obwodzie prawie 9 m, a przy wjeździe do miasta – lipa szerokolistna Anastazja (obwód 6 m) i 120 innych gatunków drzew. Z Płoni prowadzą także szlaki turystyczne po Szczecińskim Parku Krajobrazowym. Komunikację z innymi osiedlami zapewniają linie autobusowe: 72, 73, 79 i 93. Do lat 60. lub 70. XX wieku czynna była linia kolejowa z Dąbia przez Stare Czarnowo do wsi Sobieradz, w granicach osiedla funkcjonowały stacje Oleszna i Struga Szczecińska.
Po wschodnim skraju osiedla biegnie niebieski szlak im. Stanisława Grońskiego, wiodący z osiedla Szczecin-Zdroje do Zdunowa.

## Historia
Teren dzisiejszego osiedla był zamieszkany już w okresie pradziejowym. Świadczą o tym znaleziska archeologiczne pochodzące z okresu mezolitu (kultura maglemoska), neolitu (kultura ceramiki wstęgowej rytej), epoki brązu (cmentarzysko liczące ok. 10 grobów oraz ślady 4 osad), okresu wpływów rzymskich (pozostałości 4 osad).
Współczesna Płonia została założona w 1274 roku przez cystersów z Kołbacza. Po wprowadzeniu na Pomorzu reformacji w 1534, wieś należała do domeny książęcej w Kołbaczu. Później właścicielami Płoni byli m.in. szwedzki generał-major Helm Wrangel (lata 1630-53), elektor brandenburski (lata 1653-1701) czy król Prus. Wieś podupadła po wojnie trzydziestoletniej. W drugiej połowie XVIII wieku osada liczyła 34 budynki mieszkalne; były tu także niewielkie cegielnie, młyn, kościół oraz szkoła. W 1836 roku wybudowana została brukowana droga łącząca Dąbie z Pyrzycami. Około 1870 roku wieś liczyła 61 chałup (zamieszkałych przez ok. 660 osób) oraz 76 budynków gospodarczych. Funkcjonowało tu też 10 cegielni oraz wiatrak. Do wsi należało 3193 mórg ziemi (w tym: 1939 mórg pól uprawnych, 253 morgi łąk, 63 morgi pastwisk, 750 mórg lasów pod wyrąb i 36 mórg ogrodów przydomowych).
Na przełomie XIX i XX wieku rozpoczęto zabudowę dzisiejszych ulic: Uczniowskiej, Balińskiego, Deszczowej, Mokradłowej, Trzcinowej i Piasecznej. W 1925 roku w Płoni znajdowało się 167 budynków mieszkalnych i 374 gospodarczych; populacja wsi wynosiła ok. 1400. mieszkańców.
Osiedle Płonia od 1939 do 1945 r. wchodziło w skład tzw. Wielkiego Szczecina, po zakończeniu II wojny światowej włączone zostało w granice ówczesnego powiatu gryfińskiego, w 1972 r. ponownie przyłączone do Szczecina. Obecna nazwa została administracyjnie zatwierdzona 12 listopada 1946.

### Szkolnictwo
Pierwsza informacja o szkole w Płoni pochodzi z 1786 roku. W drugiej połowie XIX wieku w jednostce uczyło się prawie pół tysiąca dzieci. Pod koniec 20. lat XX wieku przystąpiono do budowy nowej szkoły przy ul. Uczniowskiej 6. Szkoła ta była czynna do II wojny światowej, a w roku 1959 uruchomiono ją ponownie. Placówka posiadała 9 sal lekcyjnych, zorganizowano w niej 17 oddziałów szkolnych. Budynek nie posiadał sali gimnastycznej, a biblioteka wraz z czytelnią zostały zlokalizowane w tymczasowych pomieszczeniach na strychu. Po włączeniu Płoni do Szczecina w 1972 roku, szkoła otrzymała numer 28. Uczyło się w niej ok. 400 dzieci. Obecnie budynek szkoły wykorzystywany jest jako schronisko dla kobiet Caritas.
W roku 1990 rozpoczęto budowę nowej szkoły przy ul. Piasecznej. Budynek oddano do użytku w 1993 roku. Obecnie mieści się w nim Zespół Szkół nr 11, składający się ze Szkoły Podstawowej nr 28 (liczącej ok. 280 uczniów) i gimnazjum nr 39 (ok. 140 uczniów). W obu placówkach zatrudnionych jest łącznie 40 nauczycieli.

### Kościoły
Pierwsze wzmianki o kościele w Płoni pochodzą z początku XIV w. Według podań, kościół zbudowano w miejscu chrztu mieszkańców tych terenów przez Ottona z Bambergu w latach 1124 i 1128. Na pamiątkę tego wydarzenia zasadzono lipy, z których jedna przetrwała do dziś. Ma ona 885 cm obwodu i zwana jest lipą św. Ottona.
Pochodzący ze średniowiecza kościół przetrwał do XVII w., kiedy to uległ zniszczeniu. Obecna świątynia pochodzi z początku wieku XX (jedynie wieża jest starsza, XVIII-wieczna). Jest to budowla ryglowa z wypełnieniem ceglanym, wzniesiona na kamiennej podmurówce. Od strony zachodniej do nawy przylega odeskowana wieża z chełmem krytym gontem.
Z historycznego wyposażenia świątyni zachowały się tylko: empora organowa z początku XX w., silnie zdekompletowane organy firmy Schiedmayer oraz dzwon żeliwny z końca XIX w.
W latach 1993–96 przy ul. Abrahama wybudowano nowy kościół. Jego projektantem był Władysław Sandurski z Lublina. Świątynia otrzymała wezwanie św. Franciszka z Asyżu podczas poświęcenia, w dniu 7 lipca 1996 roku.

### Cmentarze

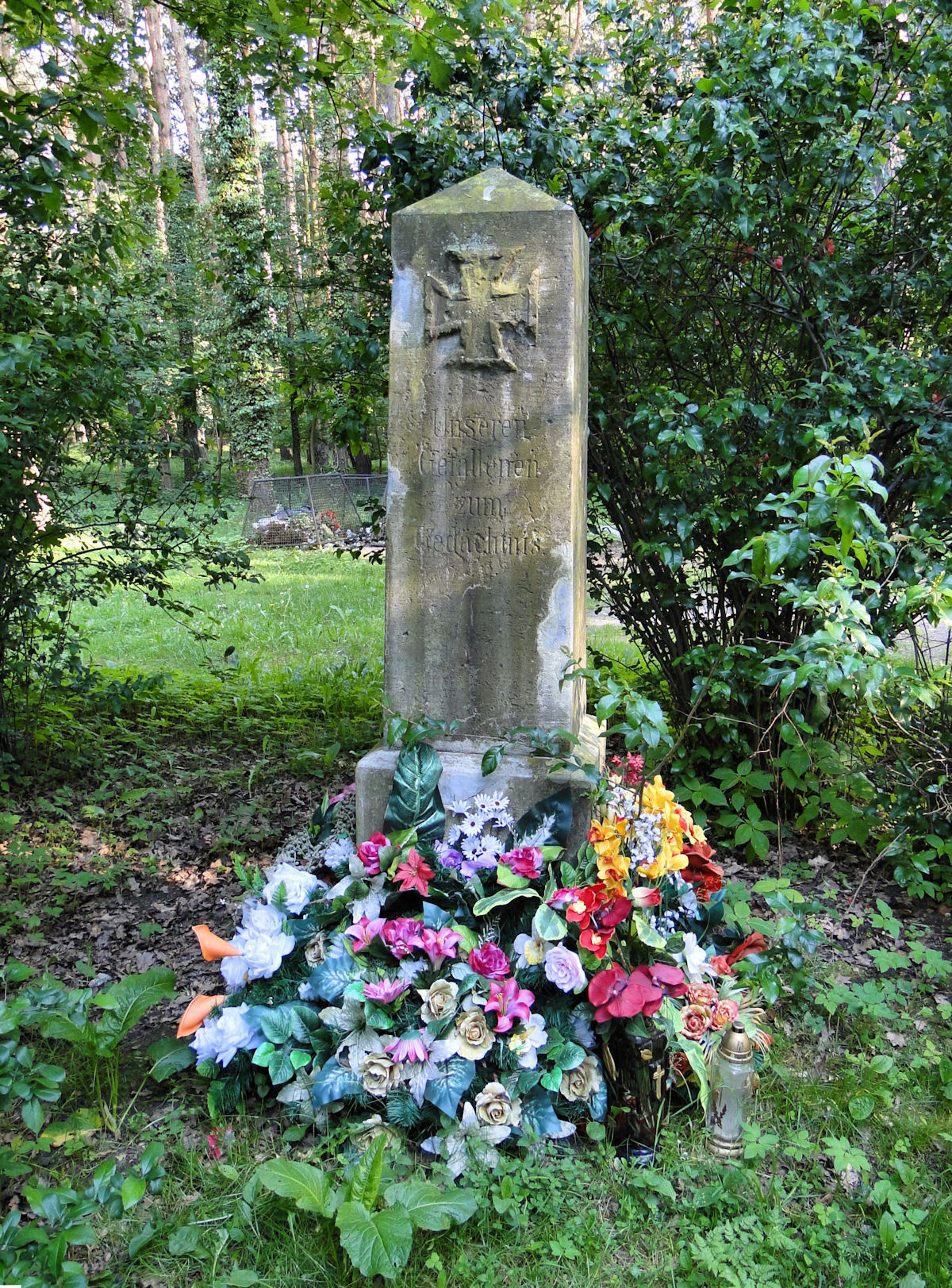
Pomnik poległych w I wojnie światowej

Pierwszy cmentarz w Płoni znajdował się na nawsiu, przy kościele (obecna ul. Klonowa). Pełnił on swoją funkcję od średniowiecza do drugiej połowy XIX w., kiedy powstało nowe miejsce pochówku przy ul. Ceramicznej. Na cmentarzu tym, ok. 1900 roku, wybudowano kaplicę pogrzebową (zachowały się tylko jej fundamenty), a w 1924 odsłonięto pomnik poległych w I wojnie światowej mieszkańców wsi, ma on kształt niewysokiego obelisku ozdobionego krzyżem żelaznym. Na monumencie umieszczono imiona i nazwiska poległych oraz napis: Unseren Gefallenen zum Gedächtnis (pol. Pamięci naszych poległych). Pomnik zachował się do dziś.